# Even
Los even, ewen o evenis (del ruso: Эвены) —antiguamente conocidos como lamuts, un término que en evenki significa «pueblo del océano» — son un pueblo de Siberia oriental, que habita en el krai de Kamchatka, el oriente de la república de Sajá y el óblast de Magadán, en Rusia. Según el censo de 2002 son 19.071 personas. Hablan su propio idioma el even, una de las lenguas tunguses.  

## Cultura

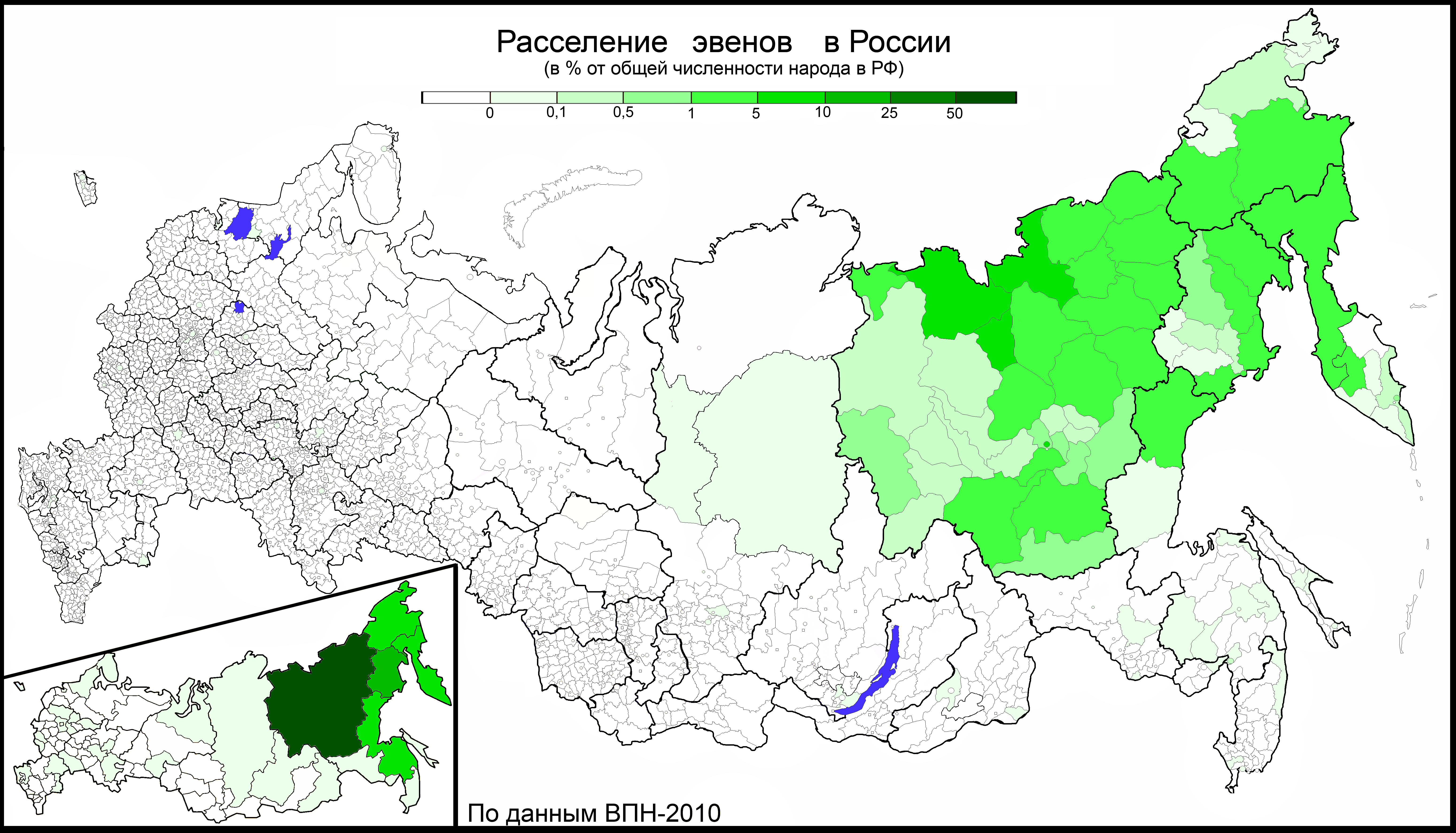
Evеnоs en Siberia оriental

Se dedican a la cría de renos, la caza y la pesca. Usan los renos y perros para halar los trineos que fabrican y usan además esquís de madera para avanzar en la nieve.
Sus casas tradicionales son carpas cónicas cubiertas con pieles de animales. En las zonas costeras del sur se utilizan pieles de pescado. En los se usa un tipo de refugio de tierra y troncos. Levantan además cabañas cerca de las viviendas con el fin de mantener carne y pescado congelados.
Los even están relacionados con evenkis, por sus orígenes y su cultura. Oficialmente, se consideran integrantes de la Iglesia ortodoxa rusa desde el siglo XIX, pero han sabido conservar distintas formas de creencias y prácticas precristianas, como el chamanismo.
Los años de la Unión Soviética marcaron cambios significativos. Fue creado un lenguaje escrito y terminó el analfabetismo entre ellos desde la década de 1930. Muchos evens nómadas escogieron establecerse, se unieron a los koljoses y se dedicaron en la cría de ganado y la agricultura. Sin embargo, para el periodista David Remnick, la colectivización forzada durante la era estalinista causó importantes problemas sociales y psicológicos, entre ellos, el alcoholismo. También menciona que los niños de la eveni fueron educados en las escuelas públicas, según él con el objetivo de suprimir la lengua y la cultura eveni.